# Колесо щастя (роман)
«Колесо щастя» — пригодницький роман для підлітків румунського письменника Константіна Кіріце, написаний у 1965 році. Четвертий за часом створення роман пенталогії про черешняків та третій епізод внутрішньої хронології серії.

## Назва
Роман завжди видавався під назвою «Колесо щастя».

## Персонажі
Віктор, Урсу, Лучія, Йонел, Дан, Марія та Тік (черешняки), Йоана (двоюрідна сестра Дана), бабуся і дідусь Йоани, Ілія (охоронець музею), дід Костаке (охоронець музею), спортсмен (друг Тіка), Тудорел (син директора музею), чоловік із шрамом (інший персонаж, ніж у книзі «Замок дівчини в білому»), пані в капелюсі Магда Просано (вчителька фортепіано), молода жінка Марієта Ніколау (актриса), «скелет», чоловік у сірому, чоловік у солом'яному капелюсі та інші

## Сюжет
Чергова пригода черешняків відбувається на літніх канікулах. Дан їде в гості до рідних в інше місто. З ним запрошені всі черешняки, але прийняв запрошення тільки наймолодший із них - Тік. Та ще Марія, сестра Тіка, змушена вирушити з ними, бо боїться відпускати брата - як би він не розтратив усі свої заощадження. Адже в тому місті, куди їдуть вони з Даном, якраз проходить знаменитий щорічний ярмарок.
Одна з ярмаркових розваг - «Колесо щастя», нехитрий атракціон із призами. Тік мріє виграти один із найкращих призів - гарну статуетку, але йому щастить тільки на всілякий дріб'язок на кшталт маленького гіпсового кролика, і хлопчина починає підозрювати власника атракціону в шахрайстві. Утім, незабаром увагою Тіка заволодівають зовсім інші зразки скульптури - дорогоцінні танагрські статуетки, щойно викрадені з місцевого музею.
Черешняки вирішують спільно розслідувати цей злочин, і в місто прибувають решта четверо – спочатку Йонел та Лучія, а потім Віктор та Урсу. Для початку підлітки розгадують секрет махінацій із «Колесом щастя»: обертання барабана не є довільним, а хитромудро регулюється прихованим пристосуванням. Крем'язень Урсу виводить з ладу цей обмежувач, і черешняки виграють головні призи, на превелике обурення власника атракціону. А потім знаходяться і статуетки, вкрадені з музею. Віктор зумів вирахувати, де вони заховані.

## Україномовні видання
Книга поки-що не перекладена українською мовою.

## Інші романи серії
| Дата публікації | Назва роману                  | Оригінальна назва         |
| --------------- | ----------------------------- | ------------------------- |
| 1956 рік        | «Лицарі черешневого цвіту»    | Cavalerii florii de cireș |
| 1958 рік        | «Замок дівчини в білому»      | Castelul fetei în alb     |
| 1965 рік        | «Колесо щастя»                | Roata norocului           |
| 1968 рік        | «Снігові крила»               | Aripi de zăpadă           |
| 1963 рік        | «Щасливої дороги, черешняки!» | Drum bun, Cireșari!       |